# Maryam Moghaddam
Maryam Moghaddam, född 1970 i Teheran, är en svensk-iransk skådespelare, regissör och manusförfattare.
Moghaddam flydde från Iran till Sverige som 15-åring. 2007 medverkade hon i föreställningen Brott och straff på Backateatern. Två år senare syntes hon i Förvaret av Johannes Anyuru och Aleksander Motturi på Göteborgs stadsteater. Hon har även medverkat i SVT-produktionen Fallet samt filmen Closed Curtain. Hon har även regisserat och skrivit till ett flertal långfilmer som Ballad of a White Cow och En liten bit av kakan. Den 29 juli 2025 sommarpratare hon i Sommar i P1.